# Hemsta

Hemsta är en stadsdel i södra Gävle. Hemsta avgränsas av Parkvägen i norr, Ostkustbanan i öster, Österbågen och Söderbågen i söder samt Spängersleden i väster. Stadsdelens östra del består av lägenheter, villor och ett koloniområde medan den västra delen består av industrier (bl.a. Ericssons stora Gävlefabrik) och viss skrymmande handel såsom bilförsäljning.